# فرودگاه صحرایی ماونتن لیک
فرودگاه صحرایی ماونتن لیک (به انگلیسی: Mountain Lakes Field) یک فرودگاه همگانی است که یک باند فرود چمن دارد و طول باند آن ۶۸۶ متر است. این فرودگاه در شهر هلنا (مونتانا) کشور ایالات متحده آمریکا قرار دارد و در ارتفاع ۱۲۹۵ متری از سطح دریا واقع شده‌است.